# José Echegaray
José María Waldo Echegaray y Eizaguirre (Madrid, 19 de abril de 1832 - Madrid, 14 de septiembre de 1916) fue un ingeniero, dramaturgo, político y matemático  español, hermano del comediógrafo Miguel Echegaray.
Fue un polifacético personaje de la España de finales del siglo XIX. Obtuvo el cuarto Premio Nobel de Literatura en 1904, siendo el primer español en conseguirlo, y desarrolló varios proyectos en ejercicio de las carteras ministeriales de Hacienda y Fomento. Realizó importantes aportaciones a las matemáticas y a la física. Introdujo en España la geometría de Chasles, la teoría de Galois y las funciones elípticas. Está considerado como el más grande matemático español del siglo XIX. Julio Rey Pastor afirmaba: «para la matemática española, el siglo XIX comienza en 1865 y comienza con Echegaray». En 1911, fundó la Real Sociedad Matemática Española.

## Biografía
José Echegaray nació en Madrid el 19 de abril de 1832. Su padre, José Echegaray Lacosta, era médico y profesor de instituto, natural de Zaragoza, y su madre, Manuela Eizaguirre Charler, natural de Azcoitia, Guipúzcoa. Con 5 años de edad su familia se trasladó a Murcia, por motivos laborales de su padre, donde pasó su infancia y realizó los estudios correspondientes a la enseñanza primaria. Fue allí, en el Instituto de Segunda Enseñanza de Murcia, donde comenzó su afición por las matemáticas. «Obtenido el grado de bachiller», se trasladó a Madrid y tras conseguir el título en el Instituto San Isidro, ingresó en 1848 en la primitiva Escuela de Caminos. Cumplidos los veinte, salió de la Escuela de Madrid con el título de Ingeniero de Caminos, Canales y Puertos, que había obtenido con el número uno de su promoción, y se tuvo que desplazar a Almería y Granada para incorporarse a su primer trabajo. En unión de  Gabriel Rodríguez fundó El Economista, revista en la que escribió numerosos artículos, iniciando de esta manera una actividad periodística que no abandonaría a lo largo de toda su vida. Asimismo, participó en el establecimiento, en abril de 1850, de la Asociación para la Reforma de los Aranceles y, también, fue ponente en las conferencias dominicales sobre la educación de la mujer (Universidad de Madrid), con la conferencia Influencia del estudio de las ciencias físicas en la educación de la mujer (Madrid, 1869). 

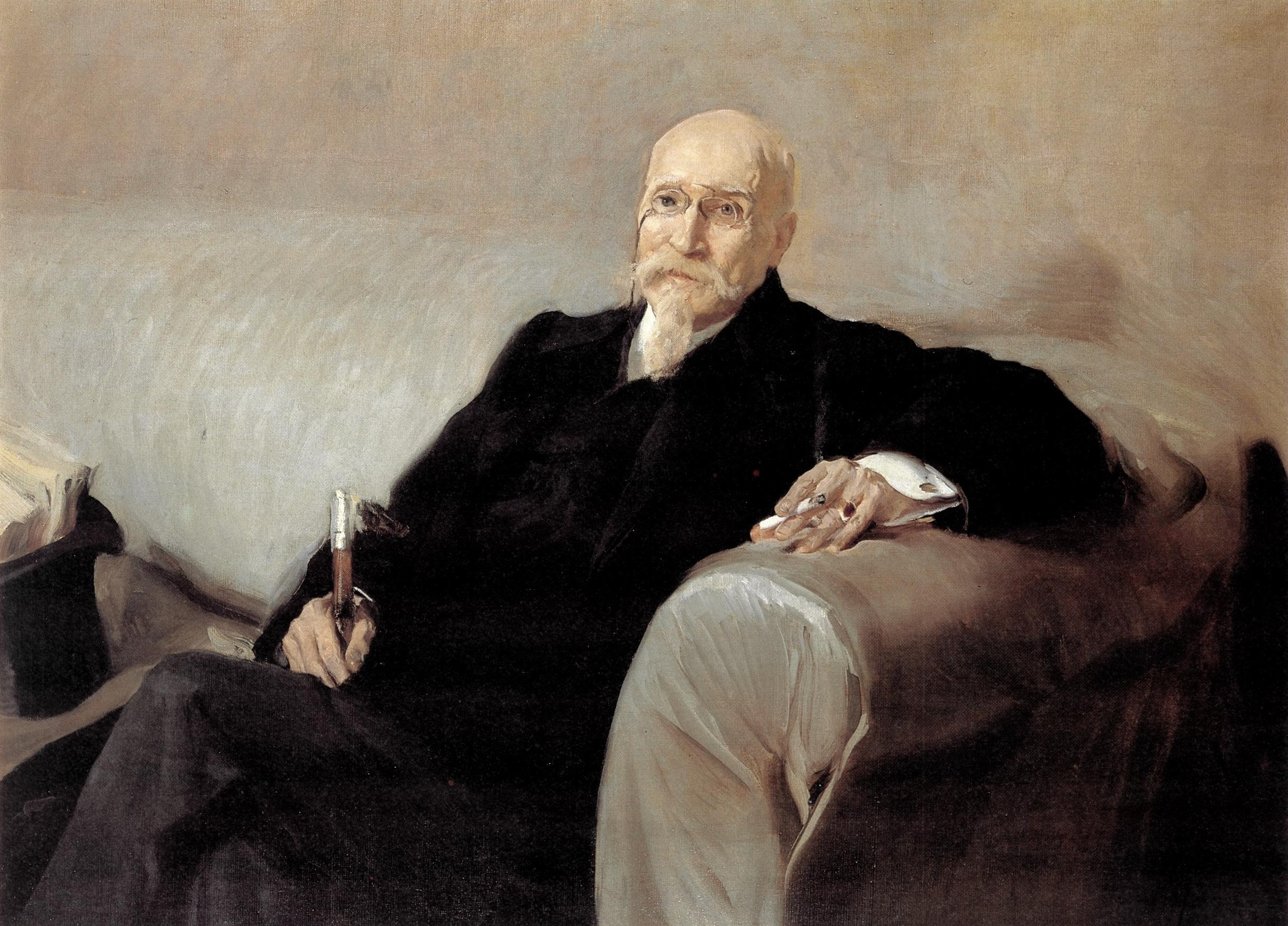

En su juventud leía a Goethe, Homero y Balzac, lecturas que alternaba con las de matemáticos como Gauss, Legendre y Lagrange.
José Echegaray mantuvo una gran actividad hasta su muerte, ocurrida el 14 de septiembre de 1916 en Madrid. Su extensa obra no dejó de crecer en la vejez: en la etapa final de su vida escribió 25 o 30 tomos de Física matemática. Con 83 años comentaba:

No puedo morirme, porque si he de escribir mi Enciclopedia elemental de Física matemática, necesito por lo menos 25 años.

## Profesor y científico

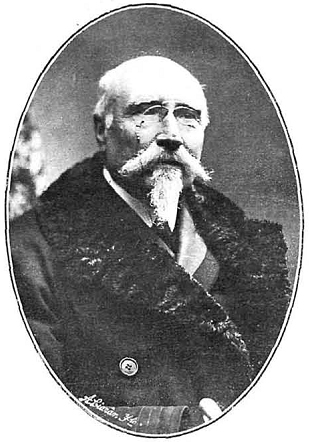

En 1854 comenzó a dar clase en la Escuela de Ingenieros de Caminos haciéndose cargo de la secretaría de la misma. Allí dio clases de matemáticas, estereotomía, hidráulica, geometría descriptiva, cálculo diferencial y física desde ese año hasta 1868. De 1858 a 1860 también fue profesor de la Escuela de Ayudantes de Obras Públicas.
Diez años más tarde, cuando contaba treinta y dos años de edad, fue elegido miembro de la Real Academia de las Ciencias Exactas. El discurso de ingreso, titulado Historia de las matemáticas puras en nuestra España, en el que hizo un balance, exageradamente negativo y con determinadas lagunas, de la matemática española a través de la historia y en el que defendía la «ciencia básica» frente a la «ciencia práctica», fue fuente de una gran polémica, tal como indican los periodistas Luis Antón del Olmet y Arturo García Carraffa en su libro Echegaray: 

Y como el discurso resultara áspero, crudo y hasta agresivo, produjo, a pesar de las felicitaciones y elogios de rúbrica, pésimo efecto en algunos centros y colectividades... Muchos periódicos combatieron su discurso. Los revolucionarios atacaron sus tendencias liberales; los liberales le acusaron de maltratar a la Ciencia Española y la polémica fue ruda porque D. José contestó a todos en el mismo tono que había empleado en su discurso.

### Obra científica
En su carrera como científico y profesor publicó muchas obras sobre física y matemáticas. Algunas de ellas, publicadas en su primera etapa, son las siguientes (si bien Echegaray estuvo escribiendo hasta el final de sus días):
- Cálculo de variaciones (1858), que era casi desconocido en España (Benito Bails ya lo había introducido al menos en el siglo XVIII).
- Problemas de geometría plana (Madrid, Bailly-Baillere, 1865).
- Problemas de geometría analítica en dos dimensiones (1865), calificada de obra maestra por Zoel García de Galdeano.
- La historia de las Matemáticas puras en nuestra España (1866)
- Teorías modernas de la física. Unidad de las fuerzas materiales, 3 vols. (1867, 1883 y 1889), alguno con más de una edición.
- Introducción a la geometría superior (1867), exponiendo la geometría de Michel Chasles y punto de partida para la obra de Eduardo Torroja.
- Memoria sobre la teoría de los determinantes (1868),[10] primera obra en España sobre el tema, versión de la obra de Nicola Trudi (1862).[11][12]
- «Aplicación de las determinantes» (1869), en Revista de los Progresos de las Ciencias Exactas, Físicas y Naturales, XVIII. 312-333. Abordaba el tema de la «Resolución de un sistema de ecuaciones lineales», introduciendo lo que en la actualidad se denomina regla de Cramer.
- Tratado elemental de termodinámica (1868), breve ensayo sobre una ciencia que estaba naciendo entonces.
- Teoría matemática de la luz (1871)
- Resolución de ecuaciones y teoría de Galois: lecciones explicadas en el Ateneo de Madrid (Madrid, J.A. García, 1897-1898 y 1902), 2 vols.
- Observaciones y teorías sobre la afinidad química (1901).
- Ciencia popular; Vulgarización científica (1905)
- Conferencias sobre Física Matemática, 10 vols. 1 por cada año académico[13]

De Ingeniería:
- Memoria sobre los trabajos de perforación del túnel de los Alpes (1860).

## En la política

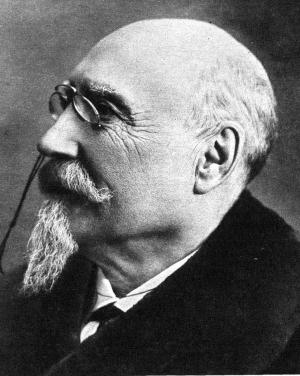

Tras la Revolución de 1868 y la entrada de Prim en Madrid, Ruiz Zorrilla, con el que había participado activamente en la fundación del Partido Radical, nombró a Echegaray director general de Obras Públicas, cargo que ocuparía hasta 1869, cuando fue nombrado ministro de Fomento (1870 y 1872) y de Hacienda entre 1872 y 1874. En 1870 formó parte de la comisión que recibió al rey Amadeo de Saboya en Cartagena. Como ministro de Fomento realizó la Ley de Bases de Ferrocarriles.
La abdicación de Amadeo de Saboya el 11 de febrero de 1873 hizo que el gobierno de Ruiz Zorrilla fuera destituido y se formara un nuevo gabinete republicano que sería depuesto con la entrada del ejército en el congreso en enero de 1874 al mando de Pavía. Al golpe siguió la formación de un gobierno de concentración, el cual volvió a requerir los servicios de Echegaray como ministro de Hacienda, desde donde se le daría al Banco de España el carácter de banco nacional con el monopolio de emisión de billetes.
Dejó el Ministerio de Hacienda para dedicarse a la literatura. En 1905, regresó de nuevo al Ministerio de Hacienda durante el reinado de Alfonso XIII, desaparecido su fervor republicano. Fue además senador vitalicio y presidente del Consejo de Instrucción Pública.

## En la literatura
En 1865, comenzó su actividad literaria con La hija natural, aunque no llegó a estrenarla en esa época. Luego, en 1874, escribió El libro talonario, considerada el comienzo de su producción como dramaturgo, con el pseudónimo anagramático de «Jorge Hayeseca». Estrenó 67 obras de teatro, 34 de ellas en verso, con gran éxito entre el público de la época, aunque sin tanto valor literario para la crítica posterior. En 1896 fue elegido miembro de la Real Academia Española. En su primera época sus obras estaban inmersas en la melancolía romántica, muy propia de la época, pero más adelante adquirió un tono más social con una evidente influencia del noruego Henrik Ibsen.
En 1904, Echegaray compartió el Premio Nobel de Literatura con el poeta provenzal Frédéric Mistral, convirtiéndose así en el primer español en recibir un premio Nobel. El premio le fue entregado en Madrid, el 18 de marzo de 1905, por el rey y la comisión sueca organizadora. La concesión del Nobel de Literatura escandalizó a las vanguardias literarias españolas y, en particular, a los escritores de la generación del 98. En ese tiempo Echegaray no era considerado un dramaturgo excepcional y su obra era criticada muy duramente por escritores de tanto relieve como Clarín o Emilia Pardo Bazán, aunque de un modo no siempre consecuente. En el propio Clarín pueden leerse críticas elogiosas. Él mismo mantuvo siempre una actitud distante con sus obras, no obstante contaba con la admiración de autores como Bernard Shaw o Pirandello. Pero Echegaray tenía un gran prestigio en la España de principios del siglo XX, un prestigio que alcanzaba los campos de la literatura, la ciencia y la política y una asentada fama en la Europa de su tiempo. Sus obras triunfaron en ciudades como Londres, París, Berlín y Estocolmo.
Fue presidente del Ateneo de Madrid (1898-1899); presidente de la Asociación de Escritores y Artistas Españoles durante el periodo 1903 a 1908; miembro de la Real Academia Española donde ocupó el sillón "e" minúscula entre 1894 y 1916; senador vitalicio (1900) y dos veces presidente de la Real Academia de Ciencias Exactas, Físicas y Naturales (1894-1896 y 1901-1916); primer presidente de la Sociedad Española de Física y Química, creada en 1903; catedrático de Física matemática de la Universidad Central de Madrid (1905); presidente de la sección de Matemáticas de la Asociación Española para el Progreso de las Ciencias (1908); y primer presidente de la Sociedad Matemática Española (1911). En 1907, a propuesta de Ramón y Cajal, la Academia de Ciencias creó la Medalla Echegaray y se le concedió a José Echegaray la primera de ellas.

### Obra literaria

#### Teatro
| - La hija Natural (1865) - El libro talonario (1874) - La esposa del vengador (1874) - La última noche (1875) - En el puño de la espada (1875) - Un sol que nace y un sol que muere (1876) - Cómo empieza y cómo acaba (1876) - El gladiador de Rávena (1876) - Locura o santidad (1876). - O locura o santidad (1877) - Iris de paz (1877) - Para tal culpa, tal pena (1877) - Lo que no puede decirse (1877) - En el pilar y en la cruz (1878) - Correr en pos de un ideal (1878) - Algunas veces aquí (1878) - Morir por no despertar (1879) - En el seno de la muerte (1879) - Bodas trágicas (1879) - Mar sin orillas (1879) - La muerte en los labios (1880) - El gran Galeoto (1881) - Haroldo el normando (1881) - Los dos curiosos impertinentes (1881) - Conflicto entre dos deberes (1882) - Un milagro en Egipto (1884) - Piensa mal ... ¿y acertarás? (1884) - La peste de Otranto (1884) - Vida alegre y muerte triste (1885) - El bandido Lisandro(1885) - De mala raza(1886) - Dos fanatismos (1886) - El conde Lotario (1887) | - La realidad y el delirio (1887) - EL hijo de hierro y el hijo de carne (1888) - Lo sublime en lo vulgar (1888) - Manantial que no se agota (1889) - Los rígidos (1889) - Siempre en ridículo (1890) - El prólogo de un drama (1890) - Irene de Otranto (1890) - Un crítico incipiente (1891) - Comedia sin desenlace (1891) - Mariana (1891) - El hijo de Don Juan (1892) - Sic vos non vobis o la última limosna - El poder de la impotencia (1893) - A la orilla del mar (1893) - La rencorosa (1894) - Mancha que limpia (1895) - El primer acto de un Drama(1895) - El estigma (1895) - La cantante callejera(1895) - Amor salvaje (1896) - Semíramis o La hija del aire(1896) - La calumnia por castigo (1897) - La duda (1897) - El hombre negro (1898) - Silencio de muerte (1898) - El loco Dios (1900) - Malas herencias (1902) - La escalinata de una trono(1903) - La desequilibrada(1904) - A fuerza de arrastrarse (1905) - "La última limosna" (1905) - "El preferido y los cenicientos" (1908) |

#### Otras obras
- Recuerdos de mi vida, Pamplona: Analecta, 2016, edición de José Manuel Sánchez Ron. Es la edición completa: fue publicado por entregas en la revista La España Moderna de José Lázaro Galdiano entre 1895 y 1911, y desde allí se reimprimeron, siempre parcialmente, en otras publicaciones periódicas como Madrid Científico o la Revista de Obras Públicas. En 1917 aparecieron incompletas en tres tomos, impresas por Ruiz Hermanos en Madrid.
- «La fotografía de la palabra». Ilustración Artística, 1, 7, 1882.
- «Estudio sobre el realismo en la ciencia, en el arte en general y en la literatura». Anales del Teatro y de la Música. Madrid, VII-XIV. 1884
- «El determinismo mecánico y la libertad moral». Revista de los Progresos de las Ciencias Exactas, Físicas y Naturales, XXI (1), 1- 21. 1886
- «Febrero». En Pedro Antonio de Alarcón et al. Los meses (pp. 45-59). Barcelona: Henrich y Cía. 1889
- María-Rosa, escrito en catalán por Ángel Guimerá. Traducido al castellano por José Echegaray. 1895.
- «La locomoción». Los Lunes de El Imparcial (21 de enero de 1895).
- «Los tres elementos del drama». La Ilustración Artística, XV, 755, 422. 1896.
- Lances entre caballeros Publicación en la que José Echegaray colabora realizando anotaciones.(Madrid, Sucesores de Rivadeneyra, s.a.) (1900)
- «La vejez militante». Gente Vieja, 3-5, 30 de enero de 1904.
- Ciencia popular. Madrid. 1905.
- "La crítica en matemáticas". Revista de Obras Públicas, 53, 148. 1905.[26]
- MONÓLOGOS: Entre dolora y cuento; El moderno Endymión; El canto de la Sirena (1906)
- Piezas teatrales del género chico: Gigantes y Cabezudos, El dúo de la Africana y Los Hugontes.

#### Discursos
- Discurso en Diario de Sesiones de las Cortes (sesión del 5 de mayo de 1869), pp. 1633-39.
- Discursos leídos ante la Real Academia de ciencias Exactas, en la recepción de D. Eduardo Saavedra el 27 de junio de 1869. Madrid. 1869.
- Discurso en Diario de Sesiones de las Cortes (sesión del 24 de enero de 1870), pp. 5133-44. 1870.
- Discurso en Diario de Sesiones de las Cortes (sesión del 18 de noviembre de 1872), pp. 1456-62.
- Discurso y rectificación del Señor Don José Echegaray pronunciados en las sesiones de los días 7, 9 y 11 de julio de 1877, con motivo del dictamen de la comisión de información parlamentaria referente a las operaciones del Tesoro. Madrid.
- Discurso del señor Echegaray. En El Ateneo de Madrid en el centenario de Calderón (pp. 205-213). Madrid. 1881.
- Discursos leídos ante la Real Academia de Ciencias Exactas, Físicas y Naturales en la recepción pública del Excmo. Sr. D. Alberto Bosch y Fustegueras el día 28 de marzo de 1890. Madrid. 1890
- Discursos leídos ante la Real Academia de Ciencias exactas, físicas y naturales en la recepción. del. Sr. D. Amós Salvador y Rodrigáñez., [contestación de D. José Echegaray] Madrid. 1893.
- Discursos leídos ante la Real Academia Española en la recepción pública del Excmo. Sr. D. José Echegaray el día 20 de mayo de 1894. Madrid. 1894.
- Discursos leídos antes la real Academia Española en la recepción pública de don Eugenio Sellés el día 2 de junio de 1895. Madrid. 1895.
- Discurso leído por el Excmo. Sr. D. José Echegaray el día 10 de noviembre de 1898 en el Ateneo Científico, Literario y Artístico de Madrid con motivo de la apertura de sus cátedras¿Qué es lo que constituye la fuerza de las naciones?. Madrid. 1898.
- Discursos leídos ante la Real Academia Española en la recepción pública de D. Emilio Ferrari, el día 30 de abril de 1905. Madrid. 1905
- Discurso leído en la Universidad Central en la solemne inauguración del curso académico de 1905 a 1906. Madrid. 1905.
- Discurso leído ante la Real Academia de Ciencias Exactas, Físicas y Naturales en su recepción pública por el Sr. D. Augusto Krahe y García, y contestación del Excmo. Sr. D. José Echegaray, el día 13 de diciembre de 1914. Madrid. 1914.

#### Prólogos en obras de otros autores
- "GRITOS DEL COMBATE", D. Gaspar Núñez de Arce. Madrid, Est. Tip. de Ricardo Fé, 1891.
- "LITERATURA" (PARTE GENERAL), Mario Méndez Bejarano
- "SOLOS DE CLARÍN", Leopoldo Alas Clarín
- "MIS MEMORIAS. Cuarenta años de cómico", Antonio Vico. 1902.
- "Las instalaciones de alumbrado eléctrico: manual práctico", Montpellier, Jules Armand. Traducido por Hidalgo de Mobellán. 1901

## Adaptaciones cinematográficas
De su enorme producción teatral, El gran Galeoto ha merecido la atención del cine universal con seis adaptaciones, mientras que otras tres obras de Echegaray también recibieron su correlato fílmico (De mala raza, A fuerza de arrastrarse y Mancha que limpia) en la etapa del cine mudo español. De este conjunto de adaptaciones, únicamente se puede visualizar El gran Galeoto de Rafael Gil; el resto son películas desaparecidas de las que solo podemos hacernos una idea aproximada atendiendo a las crónicas periodísticas y archivos.

### El cine mudo español y Echegaray
En el cine mudo, el cine español solo se fijó en tres de ellas: Mala raza, antes de su fallecimiento; las dos siguientes, Mancha que limpia de José Buchs en  1924 y A fuerza de arrastrarse, adaptaciones póstumas.

#### Mala raza
Mala raza fue la primera adaptación al cine que se realizó de una obra de José Echegaray, De mala raza (1904). Sin embargo, la puesta en imágenes de esta sin los pertinentes derechos, unido al notable éxito que alcanzó la película, llevó a la Sociedad de Autores, en representación del dramaturgo, a demandar por plagio a Gelabert, quien, gracias a la inteligente labor de su abogado, ganó el pleito – Echegaray obtuvo una pírrica victoria al ver cómo el título original se modificaba por el de Mala raza – (Pozo, 1984: 23; Porter, 1985: 49). Sin poder acceder al visionado del filme, parece ser que las concomitancias entre obra teatral y adaptación cinematográfica eran más que evidentes.
En el referente literario, Echegaray disocia valores suprahumanos como la dignidad y la honra de los ciudadanos de clase alta por el simple hecho de pertenecer a ella por nacimiento. Por boca del personaje Prudencio se insiste en la transmisión de las leyes de la herencia de padres a hijos, de tal forma que todo lo malo o bueno que hizo el ascendente redundará de manera irrevocable en su descendencia, la "fatalidad orgánica" para caracterizar a Adelina, de tal suerte que, en el momento crítico, ninguna prueba en contrario valdrá para anular su fatalidad y las sospechas que recaen sobre ella de adulterio son sinónimo de amarga realidad.

#### Dos adaptaciones de José Buchs:Mancha que limpiayA fuerza de arrastrarse
Ocho años después del fallecimiento de José Echegaray el cine español adaptaría de nuevo su obra. En 1924, Film Española, una productora de nueva creación que se especializaría en zarzuelas y melodramas, encargó dos nuevos proyectos a su director estrella, el cántabro José Buchs – que el año anterior había filmado los primeros títulos de la productora: Rosario la Cortijera, Curro Vargas y El pobre Valbuena – para que adaptara al cine dos de las obras del dramaturgo madrileño de mayor éxito: Mancha que limpia y A fuerza de arrastrarse.
Con estos filmes, Film Española pretendía continuar la tradición iniciada por Film-Art francés de transponer una obra de prestigio al lenguaje fílmico, aun manteniendo muchos de los mimbres que caracterizan al teatro, como la puesta en escena, los decorados o célebres intérpretes de la escena, con el ánimo de ampliar el espectro de población que podía acceder al conocimiento de la obra y que no podían permitirse el lujo de asistir al teatro, al tiempo que, simultáneamente, prestigiaban el medio cinematográfico que necesitaba del vehículo que le proporcionaba el teatro para dar renombre a sus propios productos.

## Reconocimientos
- En el callejero de muchas calles de España está su nombre. Calle Echegaray en Las Palmas de Gran Canaria: el Ayuntamiento de esta ciudad denominó, en el barrio de Altavista, sus calles con nombres de personas que han sido galardonadas con el premio Nobel.